# Sette Laghi di Rila

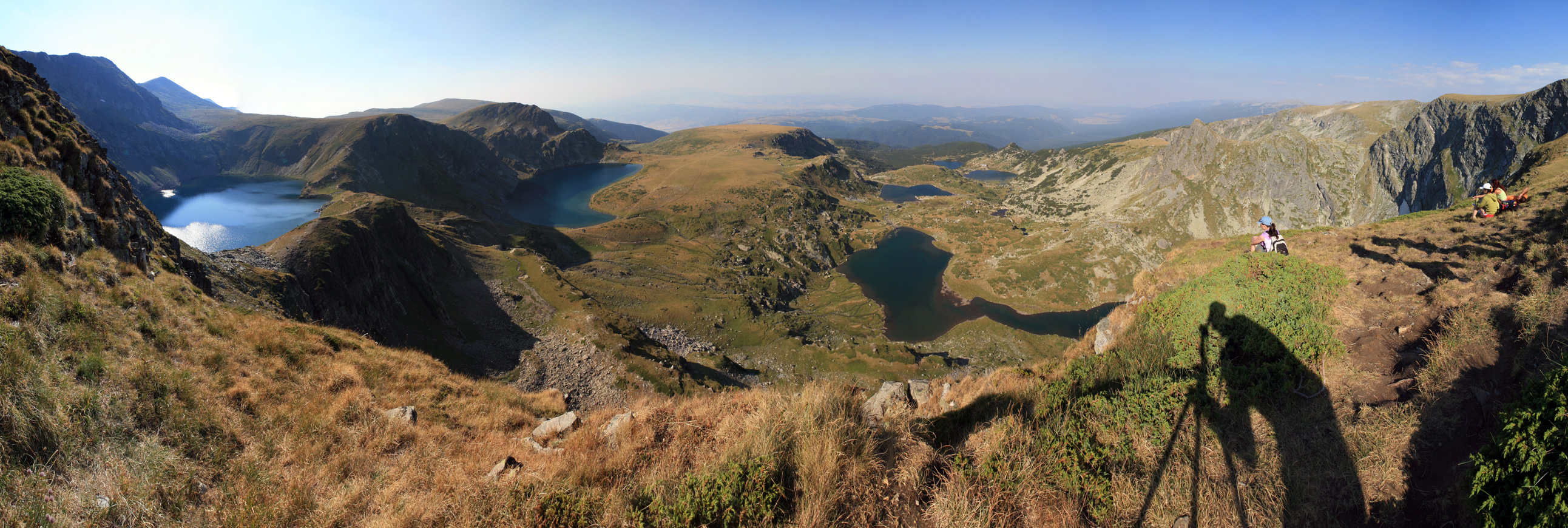
Panorama dei Sette Laghi di Rila dal monte Ezeren

I Sette Laghi di Rila (in bulgaro Седем рилски езера?, Sedem rilski ezera) sono un gruppo di laghi di origine glaciale, situati nelle Montagne di Rila, nel nordovest della Bulgaria, e sono il gruppo di laghi più visitato in quest'ultima. L'altitudine dei laghi varia fra i 2.100 e i 2.500 metri sul livello del mare.
Ogni lago ha un nome associato alla sua caratteristica più evidente:
- Il più alto si chiama Salzata ("La Lacrima") per le sue acque limpide.
- Quello immediatamente più in basso porta il nome di Okoto ("L'Occhio") per la sua forma quasi perfettamente ovale. Okoto è il lago da circo glaciale più profondo della Bulgaria, con una profondità 37,5 m.
- Babreka ("Il Rene") è il lago con le sponde più ripide di tutto il gruppo.
- Bliznaka ("Il Gemello") è il più grande per superficie.
- Trilistnika ("Il Trifoglio") ha una forma irregolare e le sponde molto basse.
- Il lago meno profondo è il Ribnoto Ezero ("lago Pesce").
- Quello alla più bassa altitudine è il Dolnoto Ezero ("lago Inferiore"), dove gli emissari degli altri laghi si ricongiungono per formare il fiume Dzherman.

Gli chalet sui Sette Laghi sono una delle attrazioni principali della Bulgaria a causa dell'intrinseca bellezza naturale del luogo. I laghi si trovano uno vicino all'altro e sono collegati da ruscelli, che formano piccole cateratte e cascate. 
Il momento migliore per visitare i Sette Laghi è in estate, tra luglio e agosto, quando la temperatura è di circa 10° ed il rischio di tempeste improvvise è minore; durante il resto dell'anno il tempo è sfavorevole ai turisti. A volte i laghi gelano in ottobre e non si scongelano prima di giugno; lo strato di ghiaccio che li copre può raggiungere i 2 metri di spessore.

## Elenco
| Nome italiano                           | Nome bulgaro  | Traslitterazione | Altitudine | Note                                                                                         |
| --------------------------------------- | ------------- | ---------------- | ---------- | -------------------------------------------------------------------------------------------- |
| La Lacrima                              | Сълзата       | Salzata          | 2535 m     | Chiamato così per le acque limpide                                                           |
| L'Occhio                                | Окото         | Okoto            | 2440 m     | Chiamato così per la sua forma ovale È il più profondo lago da circo glaciale della Bulgaria |
| Il Rene                                 | Бъбрека       | Babreka          | 2282 m     | Sponde più ripide                                                                            |
| Il Gemello                              | Близнака      | Bliznaka         | 2243 m     | Più grande per superficie                                                                    |
| Il Trifoglio                            | Трилистника   | Trilistnika      | 2216 m     | Forma irregolare e sponde basse                                                              |
| Lago Pesce (per l'allevamento di pesce) | Рибното езеро | Ribnoto ezero    | 2184 m     | Il meno profondo                                                                             |
| Lago Inferiore                          | Долното езеро | Dolnoto ezero    | 2095 m     | Il più basse in altitudine                                                                   |

## Galleria d'immagini

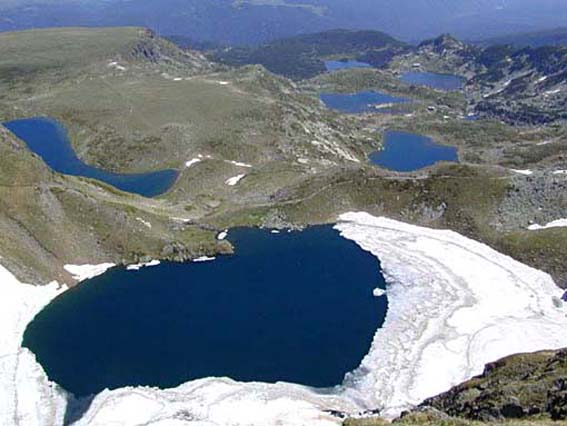
View of the Seven Rila Lakes
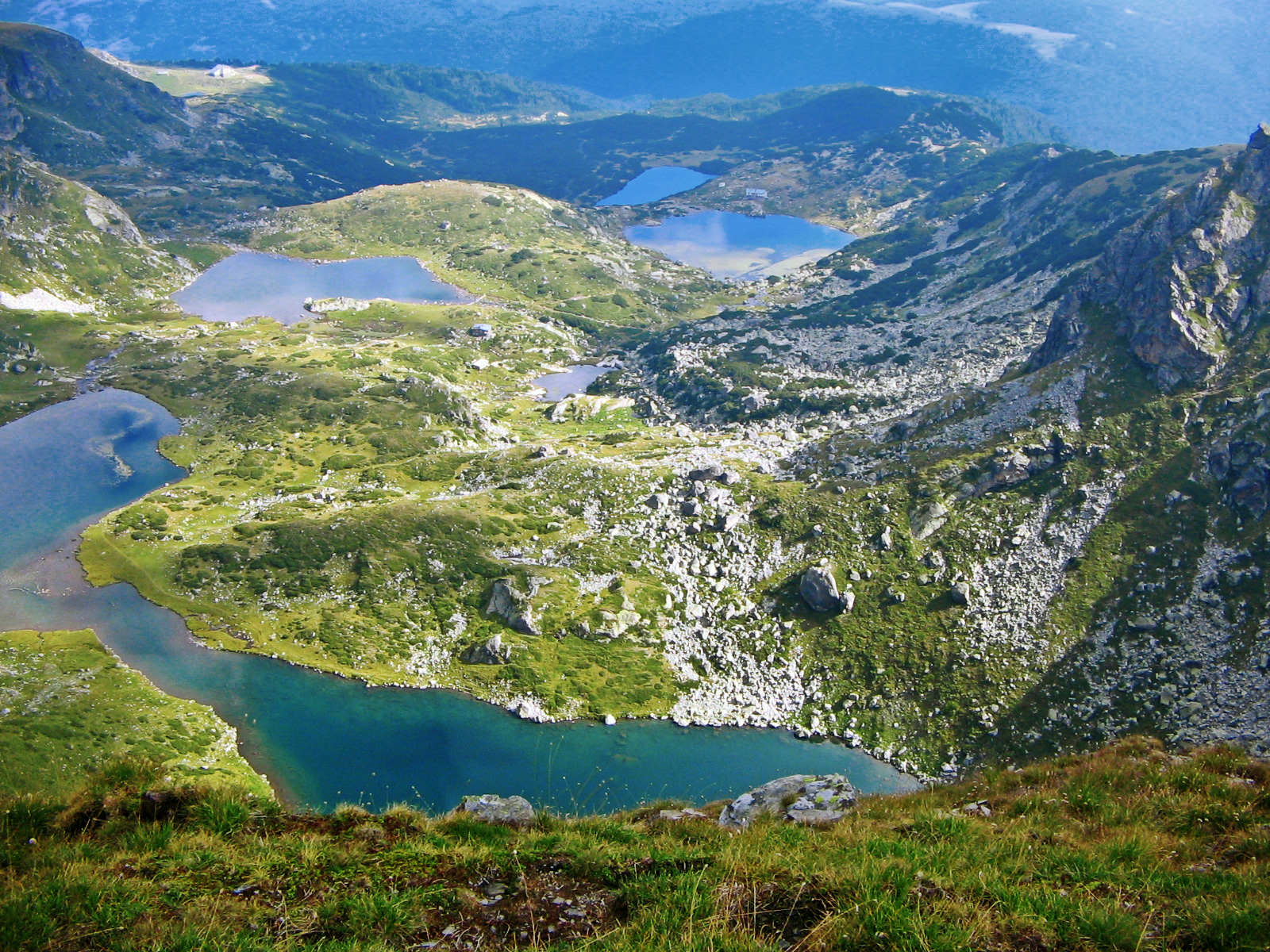
Dolnoto, Ribnoto, Trilistnika e Bliznaka
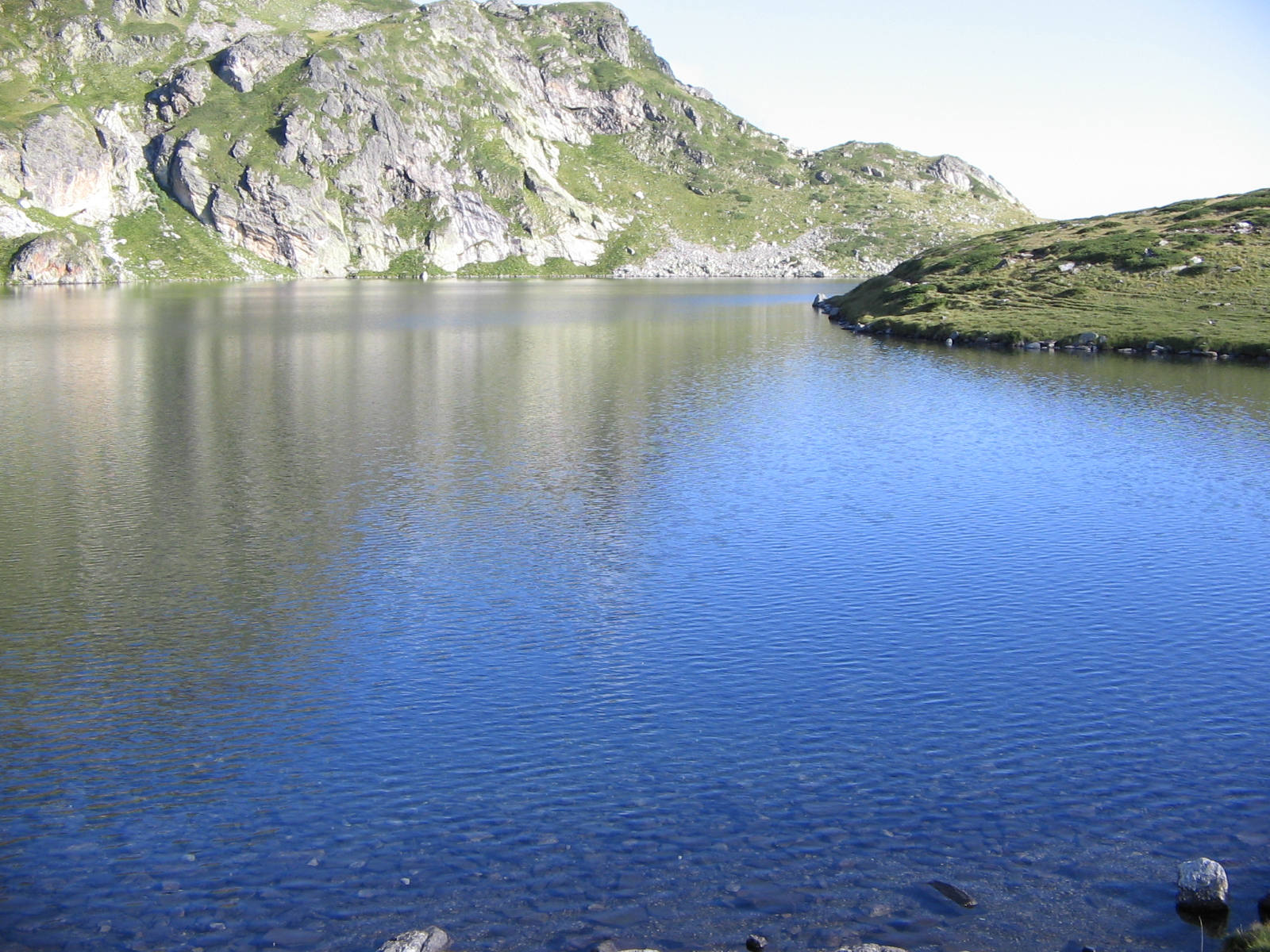
Lago Babreka
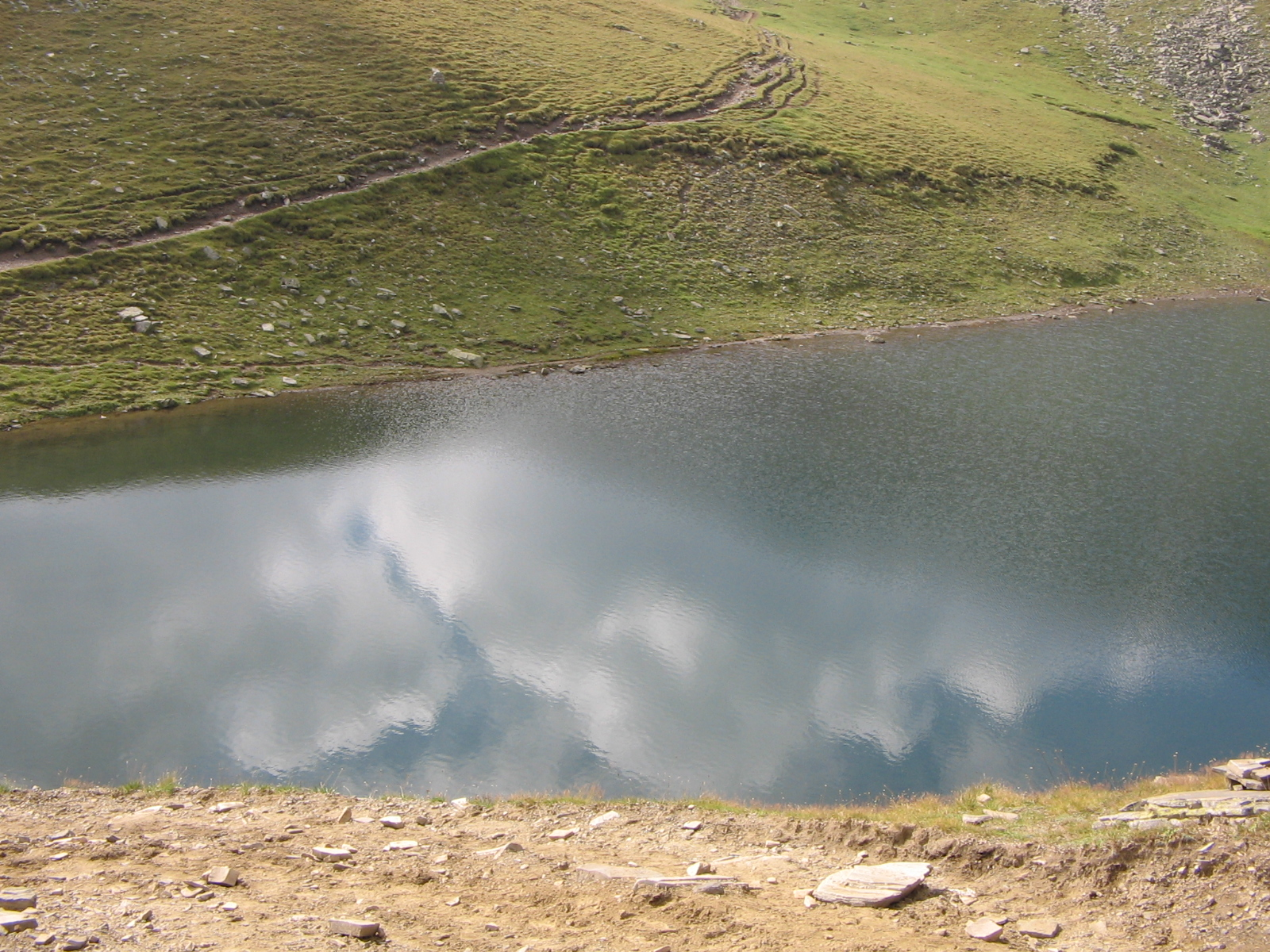
Lago Salzata
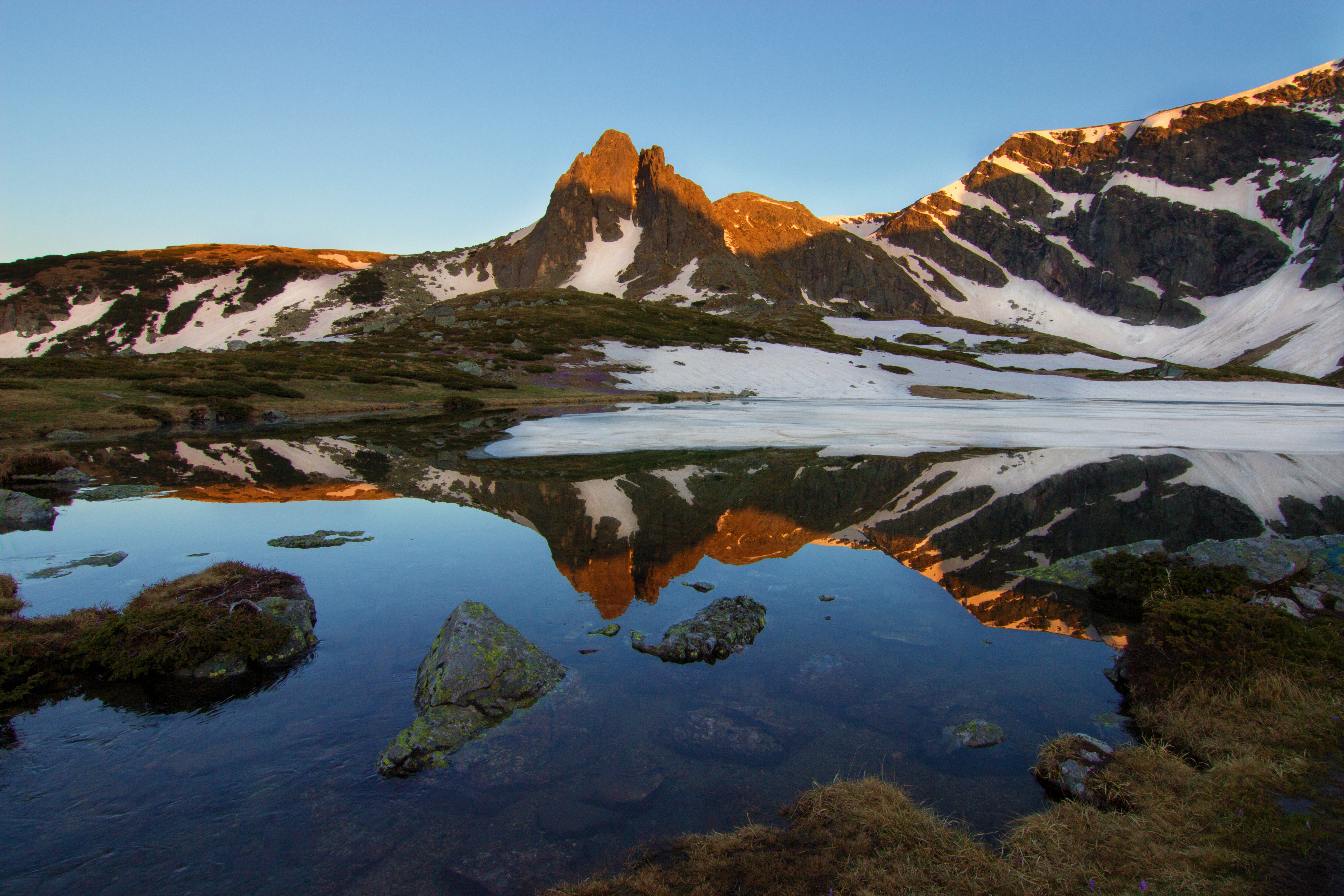
Lago Bliznaka